# Comuna Kostomarivka, Bobrîneț
Kostomarivka (în ucraineană Костомарівка) este o comună în raionul Bobrîneț, regiunea Kirovohrad, Ucraina, formată din satele Berezivka, Kohane, Kostomarivka (reședința) și Maiske.

## Demografie
Componența lingvistică a comunei Kostomarivka
     Ucraineană (93,23%)
     Română (4,31%)
     Rusă (1,11%)
Conform recensământului din 2001, majoritatea populației comunei Kostomarivka era vorbitoare de ucraineană (93,23%), existând în minoritate și vorbitori de română (4,31%), armeană (1,35%) și rusă (1,11%).